# James Hughes Callahan
Pour les articles homonymes, voir Callahan.
James Hugues Callahan était un soldat américain durant la révolution texane.
Il a marché au Texas en tant que sergent du bataillon de la Géorgie. Callahan a servi dans cette unité pour deux mois supplémentaires mais est parvenu à échapper au massacre de Goliad. Il a également tenu des concessions de terre dans les comtés de Lavaca et de Kimble. Il s'est marié avec Sarah Medisa en 1841, et eurent quatre enfants.[réf. nécessaire]